# 스태필로코커스 자일로서스

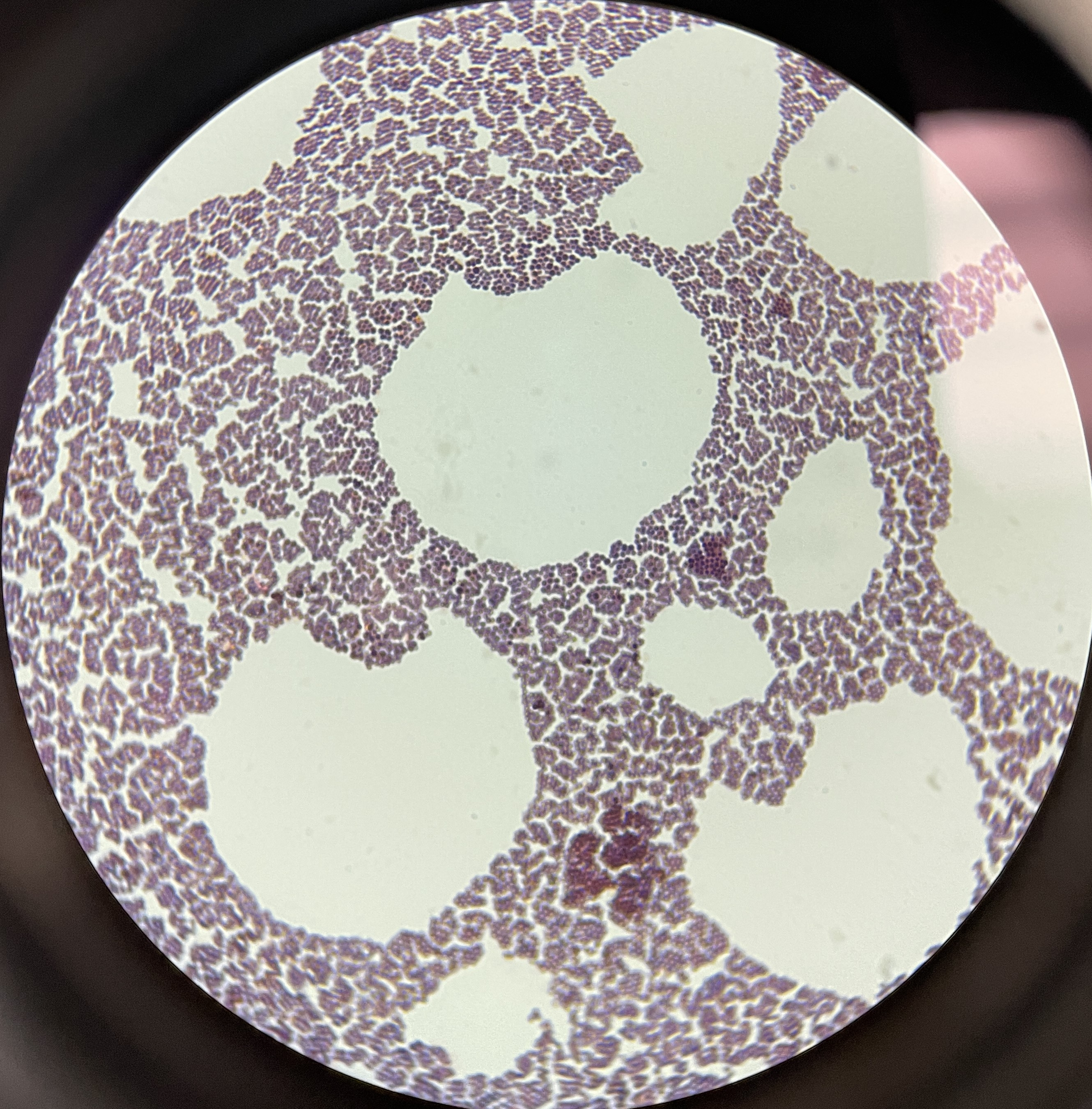

스태필로코커스 자일로서스(Staphylococcus xylosus)는 포도상구균 속에 속한 박테리아의 일종이다. 세포무리를 형성하는 그람양성균이다. 대부분의 포도상구균종처럼 응고효소에 음성이고 인간과 동물의 피부나 환경에 공생하는 형태로 존재한다.
그것은 일반적으로 인간보다 동물에게 훨씬 더 나타난다. S.xylosus균은 매우 종종 인간의 전염병이 원인으로 확인되지만 일부 경우에는 그것이 잘못 확인되었을 수도 있다.